# 동평초등학교 (울산)
동평초등학교는 대한민국 울산광역시 남구에 있는 공립 초등학교이다.

## 학교 연혁
- 1993년 6월 22일 동평국민학교 설립인가
- 1994년 3월 1일 37학급 편성(병설유치원 2학급)
- 1994년 3월 1일 초대 황봉춘 교장 취임
- 1994년 3월 2일 동평국민학교 시업
- 1994년 4월 6일 동평국민학교 개교식
- 1995년 9월 25일 제2대 김순영 교장 취임
- 1996년 3월 1일 동평초등학교로 명칭변경
- 1996년 9월 25일 제3대 김용완 교장 취임
- 1997년 3월 1일 경상남도교육청 지정 열린교육 시범학교 운영
- 1998년 3월 1일 교육부 지정 열린교육 시범학교 운영
- 2000년 9월 1일 제4대 하주용 교장 취임
- 2001년 3월 1일 울산광역시교육청 지정 에너지절약 재량활동 연구학교 운영
- 2002년 3월 1일 제5대 김옥명 교장 취임
- 2002년 3월 1일 동백초등학교 분리 (55학급 편성)
- 2003년 3월 1일 울산광역시교육청 지정 과학교육 선도 연구학교 운영
- 2003년 9월 1일 도산초등학교 분리(44학급 편성)
- 2004년 9월 1일 제6대 김차수 교장 취임
- 2006년 3월 1일 교육인적자원부 지정 영재교육 정책연구학교 운영
- 2007년 3월 1일 제7대 조태성 교장 취임
- 2007년 10월 2일 교육인적자원부 지정 영재교육 정책연구학교 종결보고회
- 2008년 2월 16일 제14회 졸업식(졸업생 누계 4,698명)
- 2008년 3월 1일 25학급 편성(병설유치원 2학급)
- 2009년 2월 16일 제15회 졸업식(졸업생 누계 4,867명)
- 2009년 3월 1일 23학급 편성(병설유치원 2학급)
- 2010년 2월 9일 제16회 졸업(졸업생 누계 5,024명)
- 2010년 3월 1일 제8대 우한식 교장 취임
- 2010년 3월 1일 23학급(특수학급 1학급 포함) 편성(병설유치원 2학급)
- 2010년 3월 1일 울산광역시교육청지정 학교급식 정책연구학교 운영
- 2011년 2월 17일 제17회 졸업(졸업생 누계 5,152명)
- 2011년 3월 1일 23학급(특수학급 1학급 포함) 편성(병설유치원 2학급)
- 2011년 3월 1일 교육복지우선지원사업학교 선정 운영
- 2012년 2월 17일 제18회 졸업(졸업생 누계 5,282명)
- 2012년 3월 1일 23학급(특수학급 1학급 포함) 편성(병설유치원 2학급)
- 2013년 2월 20일 제19회 졸업(졸업생 누계 5,409명)
- 2013년 3월 1일 21학급 편성(특수학급 1학급 포함), 병설유치원 2학급
- 2014년 2월 21일 제20회 졸업(졸업생 누계 5,539명)
- 2014년 3월 1일 18학급 편성(특수학급 1학급 포함), 병설유치원 2학급
- 2014년 9월 1일 제9대 이기호 교장 취임

## 참고 자료
- 동평초등학교 - 한국교육학술정보원 학교알리미